# Leonilson
José Leonilson Bezerra Dias (Fortaleza, 1 de março de 1957 – São Paulo, 28 de maio de 1993) foi um pintor, desenhista e escultor brasileiro.
Em 1961 mudou-se com a família para São Paulo. Entre 1977 e 1980 cursou educação artística na Fundação Armando Álvares Penteado (FAAP), onde foi aluno de Julio Plaza, Nelson Leirner e Regina Silveira.
Teve aulas de aquarela com Dudi Maia Rosa na Escola de Artes Aster, que frequentou de 1978 a 1981. Nesse último ano, em Madri, realizou sua primeira exposição individual e viajou para outras cidades da Europa. Em Milão teve contato com Antônio Dias, que o apresentou ao crítico de arte ligado à transvanguarda italiana Achille Bonito Oliva.
A obra de Leonilson é predominantemente autobiográfica e está concentrada nos últimos dez anos de sua vida. Segundo a crítica Lisette Lagnado, cada peça realizada pelo artista é construída como uma carta para um diário íntimo. Em 1989, começou a fazer uso de costuras e bordados, que passaram a ser recorrentes em sua produção. Em 1991, descobriu ser soropositivo, e a condição de doente repercutiu de forma dominante em sua obra.
Seu último trabalho, uma instalação concebida para a Capela do Morumbi, em São Paulo, em 1993, tem um sentido espiritual e alude à fragilidade da vida. Por essa mostra e por outra individual realizada no mesmo ano, recebeu, em 1994, homenagem póstuma e prêmio da Associação Paulista de Críticos de Arte (APCA).
No mesmo ano de sua morte, familiares e amigos fundam o Projeto Leonilson, com o objetivo de organizar os arquivos do artista e de pesquisar, catalogar e divulgar suas obras.

## Biografia
José Leonilson Bezerra Dias nasceu em Fortaleza, Ceará, no dia 1.º de março de 1957.
Leonilson muda-se para São Paulo ainda pequeno em 1961, e logo cedo começa a demonstrar o seu interesse pela arte. Passa pela Escola Panamericana de Arte e depois ingressa no curso de Artes Plásticas da Fundação Armando Álvares Penteado (FAAP) em 1977, frequentando as aulas dos artistas Nelson Leirner, Júlio Plaza e Regina Silveira. Nesta época, divide atelier com o artista Luiz Zerbini.
Em 1979, participa da sua primeira exposição coletiva “Desenho Jovem”, no Museu de Arte Contemporânea da Universidade de São Paulo. O curso da FAAP é abandonado em 1980 e, ano em que ele participa da mostra Panorama da Arte Atual Brasileira/Desenho e Gravura, no Museu de Arte Moderna de São Paulo. Faz parte do grupo de artistas que revolucionou o meio artístico brasileiro com a retomada do “prazer” da pintura, conhecido como Geração 80.

A viagem secreta, acrílico sobre lona, 1987. Acervo do Museu de Arte do Rio Grande do Sul Ado Malagoli

Sua primeira viagem ao exterior acontece em 1981. Em Madrid, Leonilson realiza sua primeira exposição individual na Galeria Casa do Brasil. Visita diversas cidades européias. Participa da exposição “Giovane Arte Internazionale”, Galleria Giuli, em Lecce.
Em 1982 volta à Europa e viaja pela Itália, Alemanha e Portugal. Expõe individualmente na Galeria Pellegrino, em Bolonha. Realiza duas exposições individuais em 1983, em São Paulo, na Galeria Luisa Strina e no Rio, na Galeria Thomas Cohn. Conhece Leda Catunda.
Participa, em 1985, das Bienais de São Paulo e Paris. Mas é nos primeiros anos da década de 1990, que o artista firma-se como um dos destaques no panorama cultural brasileiro, com uma obra contundente, expressando como nenhum outro, os dramas e as angústias do homem contemporâneo.
Em 1989, expõe Anotações de Viagem na Galeria Luisa Strina, em São Paulo, apresentando peças feitas com botões, pedras semipreciosas e bordados, que introduzem um novo e fundamental procedimento em seu trabalho: a costura. As peças sugerem correspondência com os bordados de Arthur Bispo do Rosário (1911-1989), que Leonilson admirava. Entretanto, o universo da costura lhe é familiar, por ser filho de um comerciante de tecidos e ter também o hábito de ver a mãe bordar. Para Lagnado, além destes dados há em sua obra certas similitudes com o modo de vida dos shakers, membros de seita religiosa norte-americana, como o uso marcante de mapas ou o costume de bordar a roupa de cama com iniciais ou números.
Em 1990, vai a Londres (duas vezes), Nova York, Paris, Veneza e Amsterdã. Começa a gravar fitas, registrando ideias, tendo em vista o projeto de um livro que será realizado por seu amigo Ricardo Ferreira conforme era seu desejo. Exposição individual na Pulitzer Art Gallery. Recebe o Prêmio Brasília de Artes Plásticas, no Salão Nacional.
Em março de 1991 inicia as ilustrações da coluna semanal de Barbara Gancia no jornal Folha de S. Paulo, até maio de 1993. Viaja para Nova York, Los Angeles e Chicago. Em agosto, um teste revela que Leonilson é soropositivo ao vírus HIV. Participa das exposições “Viva Brasil Viva”, no Liljevalchs Konsthall, em Estocolmo, e “Brasil: la Nueva Generacion”, na Fundación Museo Bellas Artes, em Caracas.
Em 1991, descobre-se portador do HIV e a convivência com a doença domina por completo a sua obra. Em O Perigoso (1992), série de sete desenhos, trata com ironia a própria condição. No primeiro desenho, há uma gota do seu sangue, contaminado. Nos outros, pequenas figuras de mãos associadas a procedimentos médicos ou crucifixos são mescladas a diversas palavras, como nomes de flores, adquirindo uma dimensão alegórica relacionada à simbologia cristã da pureza e da morte. Alguns trabalhos desta fase podem ser vistos como auto-retratos. Por exemplo, em El Puerto (1992), um espelho coberto com retalho de uma camisa do artista contém, bordadas com linha azul, informações sobre sua idade, peso e altura. É uma obra que versa sobre o luto e a ausência da figura. A instalação na Capela do Morumbi, de 1993, seu último trabalho, tem um sentido espiritual. Nos tecidos leves e brancos expressa a fragilidade da vida. Há referências irônicas à autoridade e à hipocrisia, nas camisas moles que revestem as cadeiras e nos bordados “da falsa moral” e “do bom coração”, mas também à esperança, em “Lázaro”.
A obra de Leonilson, ao voltar-se para o corpo do artista, aproxima-se dos trabalhos de Louise Bourgeois (1911-2010), Eva Hesse (1936-1970), Lygia Clark (1920-1988) e Hélio Oiticica (1937-1980), entre outros, e tem ressonância na produção artística mais recente, como nos trabalhos de Efrain Almeida (1964) e Sandra Cinto (1968), que lidam com uma linguagem igualmente intimista.
Em 1992, organiza a exposição Um Olhar sobre o Figurativo para a Galeria Casa Triângulo, em São Paulo. Viaja para Amsterdã, Munique, Paris e Nova York. Participa das exposições coletivas X Mostra de Gravura Cidade de Curitiba/Mostra América, no Museu de Gravura da Cidade de Curitiba e Pintura Brasil Década 80, organizada pela Itaú Galeria, e realiza a série de sete desenhos intitulada O Perigoso.
Em 1993, expõe em individuais na Galeria São Paulo e Thomas Cohn Arte Contemporânea. Participa da exposição coletiva itinerante Cartographies, na Winnipeg Art Gallery, Winnipeg.
Seu último trabalho, uma instalação concebida para a Capela do Morumbi, em São Paulo, em 1993, tem um sentido espiritual e alude à fragilidade da vida.
O artista falece jovem, em São Paulo no dia 28 de maio de 1993, deixando uma obra autêntica, com a qual buscou incansavelmente a intensidade poética individual.
Em 1994, homenagem póstuma e Prêmio APCA – Associação Paulista de Críticos de Arte, pela grande exposição individual na Galeria São Paulo e pela instalação da Capela do Morumbi, ambas em São Paulo em 1993. Na Bienal de São Paulo de 1998, foi homenageado com uma sala especial. A imagem de uma escultura foi o motivo do emblema do evento e o detalhe de um desenho a imagem do tio.
No outono de 2017, a Americas Society em Nova York apresentou uma exposição individual do trabalho de Leonilson chamada José Leonilson: Empty Man, apresentando 50 trabalhos de seus últimos anos.